# Station Bere Ferrers
Bere Ferrers is een spoorwegstation van National Rail in de plaats Bere Ferrers, West Devon in Engeland. Het station is eigendom van Network Rail en wordt beheerd door Great Western Railway. Het station werd geopend in 1890 door de Plymouth, Devonport and South Western Junction Railway. 
Station Bere Ferrers ligt aan de Tamar Valley Line.